# Route 6 (Île-du-Prince-Édouard)

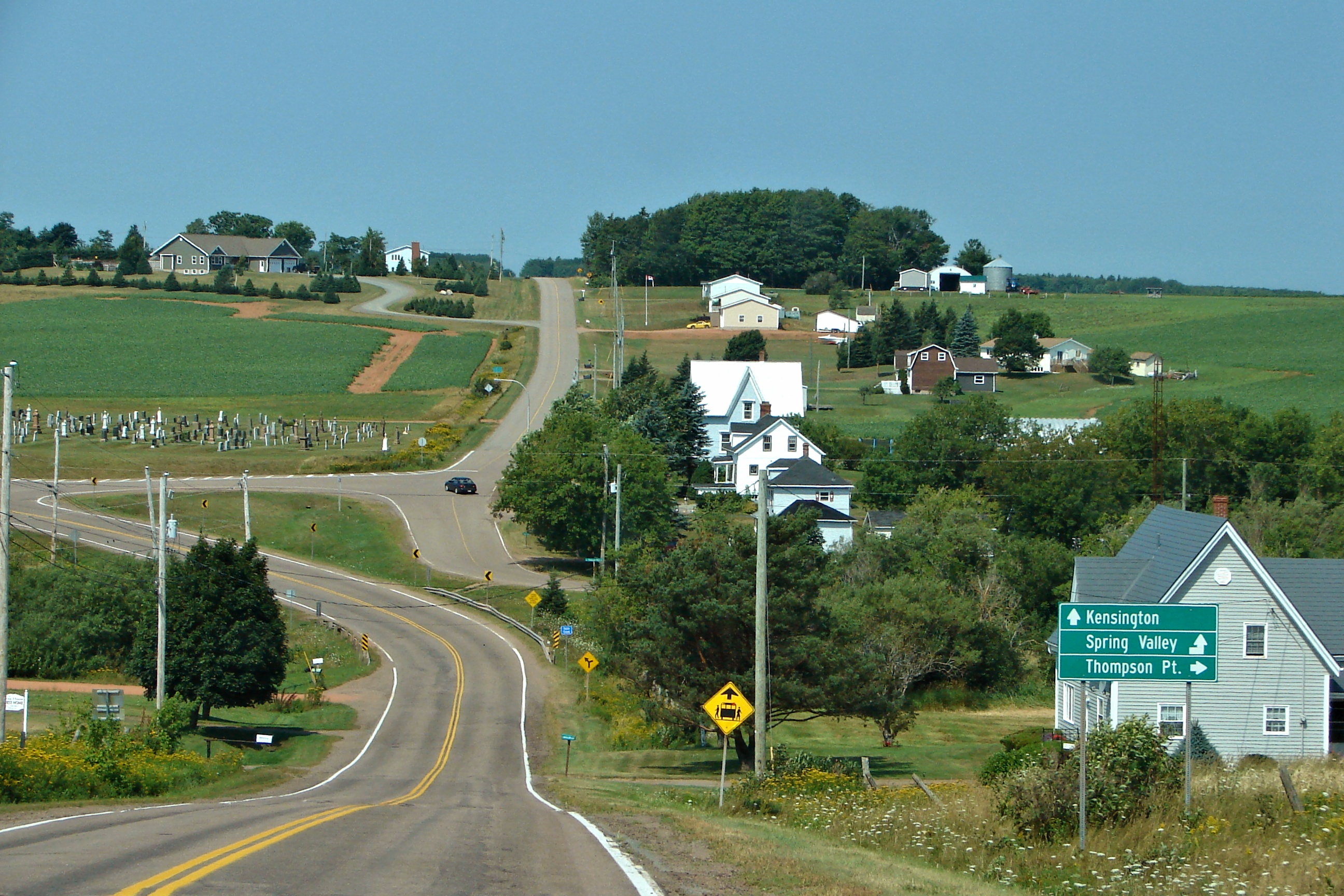
Route 6 à Margate

La Route 6 est une route secondaire du centre de l'Île-du-Prince-Édouard.
La route 6 débute à Kensington à la jonction avec les routes 2 et 20 en se dirigeant vers l'est. Elle passe par New London avant de bifurquer vers le nord-est à Stanley Bridge. Elle est la route principale à Cavendish et y rencontre la route 13 avant de bifurquer vers le sud en direction de North Rustico. Elle croise la route 7 at Oyster Bed Bridge et tourne à nouveau vers l'est. Elle forme un multiplex avec la route 15 au sud de Brackley Beach. Elle continue ensuite vers l'est pour passer par Covehead et Stanhope avant de tourner vers le sud près de Grand Tracadie et prend fin à l'intersection avec la route 2 à Bedford Corner, près de Dunstaffnage.

## Intersections majeures
| Comté                                         | Ville             | km    | Destinations                                                                                      | Notes                                        |
| --------------------------------------------- | ----------------- | ----- | ------------------------------------------------------------------------------------------------- | -------------------------------------------- |
| Prince                                        | Kensington        | 0,00  | Route 2 ouest (Victoria Street) – Summerside                                                      | La Route 6 ouest devient la Route 2 ouest    |
| Prince                                        | Kensington        | 0,00  | Route 2 est / Route 20 nord (Broadway Street) – Charlottetown, Mapeque                            | Terminus sud de la Route 20                  |
| Prince                                        | Kensington        | 0,07  | Route 101 nord (Woodleigh Drive) – Park Corner                                                    | Terminus sud de la Route 101                 |
| Prince                                        | Margate           | 4,50  | Route 104 nord                                                                                    |                                              |
| Limite Prince–Queens                          |                   | 5,00  | Route 233 sud (County Line Road)                                                                  | Terminus nord de la Route 233                |
| Queens                                        | Clinton           | 7,90  | Route 107 ouest (Kerrytown Road)                                                                  | Terminus est de la Route 107                 |
| Queens                                        | New London        | 11,30 | Route 8 sud (Grahams Road) / Route 20 ouest – French River, Summerfield                           | Terminus est de la Route 20                  |
| Queens                                        |                   | 12,80 | Route 238 (Fountain Road / Campbellton Road)                                                      |                                              |
| Queens                                        | Stanley Bridge    | 15,20 | Route 238 sud (Campbellton Road)                                                                  | Terminus nord de la Route 238                |
| Queens                                        | Stanley Bridge    | 15,90 | Route 254 sud (Rattenbury Road) – North Granville, Springfield                                    | Carrefour giratoire                          |
| Queens                                        | Stanley Bridge    | 15,90 | Route 224 est (St. Marys Road) – Hope River, New Glasgow                                          | Carrefour giratoire                          |
| Queens                                        | Cavendish         | 22,90 | Route 13 – Parc national de l'Île-du-Prince-Édouard, New Glasgow, Hunter River                    |                                              |
| Queens                                        | North Rustico     | 26,80 | Route 269 ouest (Line Road)                                                                       | Terminus est de la Route 269                 |
| Queens                                        | Rusticoville      | 29,20 | Route 258 ouest – New Glasgow                                                                     | Terminus est de la Route 258                 |
| Queens                                        |                   | 35,00 | Route 243 nord (Buntain Road)                                                                     | Terminus sud de la Route 243                 |
| Queens                                        | South Rustico     | 36,00 | Route 243 (Church Road)                                                                           |                                              |
| Queens                                        | South Rustico     | 36,30 | Route 242 est (Grand Pere Point Road)                                                             | Terminus ouest de la Route 242               |
| Queens                                        |                   | 39,30 | Route 242 ouest (Grand Pere Point Road)                                                           | Terminus est de la Route 242                 |
| Queens                                        | Oyster Bed Bridge | 41,60 | Route 7 sud (Rustico Road) / Route 251 ouest (Crooked Creek Road) – Charlottetown, Whealtey River | Carrefour giratoire                          |
| Queens                                        | Oyster Bed Bridge | 42,10 | Route 223 sud (Winsloe Road)                                                                      | Terminus nord de la Route 223                |
| Queens                                        | Brackley Beach    | 45,50 | Route 15 nord – Parc national de l'Île-du-Prince-Édouard                                          | Terminus ouest du multiplex avec la Route 15 |
| Queens                                        | Brackley Point    | 48,00 | Route 15 sud – Charlottetown                                                                      | Terminus est du multiplex avec la Route 15   |
| Queens                                        |                   | 49,90 | Route 221 (Union Road)                                                                            |                                              |
| Queens                                        |                   | 50,80 | Route 252 est (MacMillan Point Road)                                                              | Terminus ouest de la Route 252               |
| Queens                                        | West Covehead     | 52,00 | Route 252 ouest (MacMillan Point Road)                                                            | Terminus est de la Route 252                 |
| Queens                                        | West Covehead     | 52,50 | Route 25A sud (West Covehead Road)                                                                | Terminus nord de la Route 25A                |
| Queens                                        | Covehead          | 53,60 | Route 25 sud – Charlottetown                                                                      | Terminus ouest du multiplex avec la Route 25 |
| Queens                                        | Stanhope          | 55,50 | Route 25 nord – Covehead Harbour, Parc national de l'Île-du-Prince-Édouard                        | Terminus est du multiplex avec la Route 25   |
| Queens                                        | Grand Tracadie    | 60,40 | Route 220 sud (Pleasant Grove Road)                                                               | Terminus nord de la Route 220                |
| Queens                                        |                   | 63,70 | Route 219 est (Donaldson Road)                                                                    | Terminus ouest de la Route 219               |
| Queens                                        | Millcove          | 65,80 | Route 229 ouest (Millcove Road Dougan Road)                                                       | Terminus est de la Route 229                 |
| Queens                                        | Bedford Corner    | 68,70 | Route 2 – Souris, Charlottetown                                                                   |                                              |
| - Terminus de multiplex - Transition de route |                   |       |                                                                                                   |                                              |